# مرینه اقبال
مرینه اقبال (انگلیسی: Marina Iqbal؛ زادهٔ ۷ مارس ۱۹۸۷) بازیکن کریکت زن اهل پاکستان است.